# 瞬變天文事件
瞬变天文事件（Transient astronomical event），是指持续时间很短暫的天文事件。持续时间从几秒到若干年的现象都可能被称为瞬变天文事件，用以区别天文上最常遇到的演化时标动辄上亿年的天文过程。典型的瞬变天文事件包括超新星和伽玛射线暴等。
虽然这类现象一直都会引起人们的关注，但由于技术原因，对瞬变天文事件的研究到近几十年才开始有较大进展。望远镜被广泛应用于天文研究后，虽然望远镜使得人们能够观察到更暗的天体，但由于望远镜较小的视场（通常小于一平方角秒，并且由于技术限制，越大口径的望远镜通常视场越小），这使得人们发现亮度较低的瞬变天文事件仍然十分困难。随着近几十年来CCD、全自动望远镜、望远镜消像差，以及其它电磁波谱望远镜技术的发展，人们得以观测大量的瞬变天文事件。
著名的探测瞬变天文事件的设备包括帕洛马瞬变工厂（Palomar Transient Factory，PTF），雨燕卫星，泛星计划（Pan-Starrs）,卡塔莉娜实时瞬变源巡天（catalina real-time transient survey，CRTS），兹威基瞬变设施（Zwicky Transient Facility，ZTF）等。未来将投入使用的瞬变源寻天项目包括薇拉·魯賓天文台（ Vera C. Rubin Observatory，旧称Large Synoptic Survey Telescope或LSST ）和罗曼空间望远镜（ Roman Space Telescope ）等。

## 進階讀物
- Vedrenne, Gilbert; Atteia, Jean-Luc. . Springer Science & Business Media. 2009-03-20  [2022-04-21]. ISBN 978-3-540-39088-6. （原始内容存档于2022-06-24） （英语）.

## 外部連結
- SIMBAD Astronomical Database Archive.today的存檔，存档日期2013-11-19
- L. Sidoli, 2008 Transient outburst mechanisms